# Música do século XX

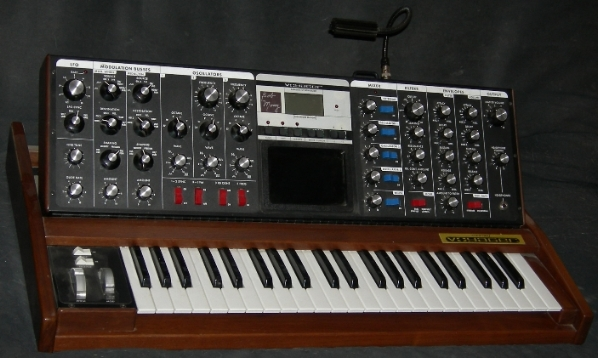
Minimoog Voyager, um sintetizador analógico

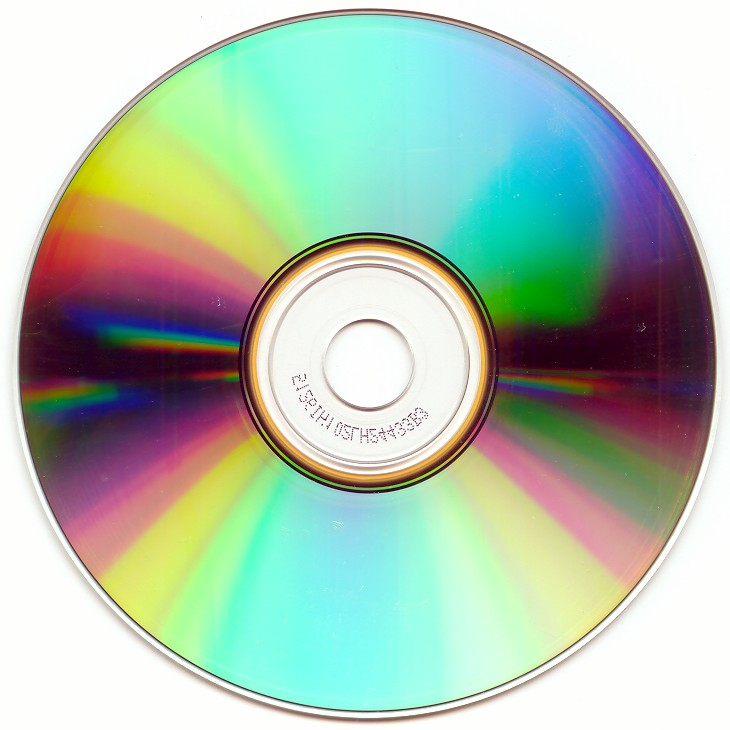
Um CD-R

Na música do século XX com ganho de popularidade do rádio pelo mundo, e novas medias e tecnologias foram desenvolvidas para gravar, capturar, reproduzir e distribuir música. Como ela já não era mais limitada a concertos e clubes, tornou-se possível aos artistas da música ganhar rapidamente fama nacional e até internacional. Da mesma forma, o público poderia agora estar exposto a um leque maior de opções que anteriormente, resultando no fenômeno da world music. As apresentações tornaram-se cada vez mais visuais com a transmissão e gravação de vídeos musicais e concertos. Música de todo gênero tornou-se cada vez mais portátil. Os fones de ouvido permitiram às pessoas a sentarem-se próximas das outras e ouvirem composições completamente diferentes ou compartilhar a mesma composição. As leis de direitos autorais foram desenvolvidas, mas novas tecnologias tornaram mais fácil a gravação, o compartilhante e a reprodução ilegal de música.
A música do século XX trouxe nova ampliada-de e maior experimentação com novos gêneros musicais e formas que desafiaram os dogmas de períodos anteriores. A invenção e disseminação dos instrumentos musicais eletrônicos e do sintetizador em meados do século revolucionaram a música popular e aceleraram o desenvolvimento de novas formas de música. Os sons de diferentes continentes começaram a se fundir de alguma forma. Modos mais rápidos de transporte permitiram aos músicos e fãs a viajar mais longe para apresentar ou ouvir.

## Música erudita
Talvez a característica saliente da música erudita durante o século XX seja o uso cada vez mais frequente da dissonância. Diversos compositores continuaram a trabalhar em formas derivadas do século XIX, incluindo Edward Elgar e o romanticismo de Rachmaninoff. Entretanto, a música moderna tornou-se cada vez mais proeminente e relevante; entre os primeiros modernistas estão Bartók, Stravinsky e Ives. Os impressionistas procuraram novas texturas e abandonaram as formas tradicionais, enquanto mantendo progressões harmônicas mais tradicionais. Nomes incluem Debussy e Ravel. Debussy inclusive cita que "(...) O século do avião merece a sua própria música". Outros como Francis Poulenc e os compositores conhecidos como Grupo dos Seis escreveram música em oposição as ideias impressionistas e românticas da época. Compositores como Milhaud e Gershwin combinaram a música erudita como o jazz. Alguns compositores foram capazes de trabalhar em ambos os gêneros, como George Gershwin e Leonard Bernstein. Outros, como Shostakovich, Prokofiev, Hindemith, Boulez e Villa-Lobos expandiram a paleta erudita para incluir elementos mais dissonantes sem chegar ao extremo do dodecafonismo e do serialismo.
Schönberg é uma das figuras mais significativas nesse período. Seus primeiros trabalhos ainda seguem a linha do romanticismo, influenciado por Richard Wagner e Gustav Mahler (Neighbour, 2001), mas trabalhos posteriores abandonaram a estrutura tonal em favor da atonalidade. Na época, ele desenvolveu o dodecafonismo a fim de substituir a organização tonal tradicional. Seus pupilos Anton Webern e Alban Berg também desenvolveram o uso do sistema. Juntos, o grupo é conhecido coloquialmente como a Segunda Escola de Viena, trazendo a ideia de que essa nova música teve o mesmo impacto que a Primeira Escola de Viena, de Mozart, Haydn e Beethoven. O dodecafonismo foi posteriormente adaptado por outros compositores para controlar aspectos da música além da Altura, como a duração e a dinâmica, criando o serialismo integral.
Na década de 1960, a música aleatória tornou-se popularizada por compositores como John Cage. Compositores desse estilo procuravam libertar a música de sua rigidez, posicionando a apresentação acima da composição. Similarmente, vários compositores procuravam quebrar os rituais tradicionais de apresentação ao incorporam elementos como o teatro e a multimídia em suas composições, transcendendo o som para atingir objetivos artísticos maiores. Em alguns casos tornou-se até difícil distinguir o limiar entre a música e o teatro, como no ópera rock.
Os compositores logo adotaram as tecnologias recentes em eletrônica. Ainda antes da década de 1950, compositores como Olivier Messiaen incorporaram instrumentos eletrônicos em suas apresentações ao vivo. A tecnologia de gravação também foi usada para produzir música. A música concreta do final da década de 1940 foi produzida ao mixar sons naturais e industriais. Steve Reich compôs ao manipular gravações em fita cassete de pessoas falando. Outros pioneiros da música eletrônica incluíram Edgard Varèse, Karlheinz Stockhausen, Pauline Oliveros, Luigi Nono e Krzysztof Penderecki. Com o amadurecimento da tecnologia, a música também amadureceu. Já no final do século, o computador pessoal começou a ser usado para composições.
Uma característica da música foi a separação da audiência em tradicional e de vanguarda, com várias figuras proeminentes de um mundo sendo menosprezadas ou até mesmo não aceitas em outro. Várias das técnicas pioneiras de compositores eruditos de vanguarda do período aparecem posteriormente na música popular através de artistas de rock das décadas de 1960 e 1970 e da música eletrônica, além das trilhas sonoras para grandes audiências.

### Contexto regional
Na América Latina, o início do século XX foi marcado por pessoas de posse tendo acesso às salas de concerto e às óperas, enquanto o restante da população dava preferência à música popular (Massin, 1997). O desenvolvimento da arte popular teve suas bases na cultura legada dos povos ameríndios anteriores a descoberta europeia da região, na música religiosaoriunda da Europa através dos missionários e da música negra proveniente dos escravos africanos. Percebe-se que na região havia compositores que contribuíram para a preservação da música tradicional, ainda que também desenvolvendo a cultura musical europeia. No Brasil, o autodidata Heitor Villa-Lobos estava inserido em um contexto tanto de música popular, com o qual entrou em contato no interior do país, e de música erudita, pois vindo de família rica tinha condições de estudar partituras clássicas e românticas. Em sua vida, soube introduzir material tipicamente brasileiro em formas clássicas, e divulgou a música brasileira à Europa.
Nos Estados Unidos, era desejo encontrar uma base musical própria que não dependesse da hegemonia europeia, misturando elementos locais como a música indígena, o blues e o jazz.

## Música folclórica
A música folclórica em seu senso original é a música feita pelas pessoas para as pessoas. Ela surgiu e sobreviveu na sociedade sem ser afetada pela comunicação em massa e pela comercialização da cultura.
Durante o século XX, o termo recebeu novo significado, descrevendo uma forma particular da música popular que é culturalmente descendente (ou pelo menos inspirada) da música tradicional, com artistas como Bob Dylan e outros cantores-compositores, recebendo o nome de folk contemporâneo. Essa música é marcada pela simplicidade, pela tradição e pelas letras de consciência social, e é similar ao country e outros gêneros musicais.
Em adição, o folk também influenciou compositores de outros gêneros. O trabalho de Aaron Copland é inspirado na música folk estado-unidense. Paul Simon usou referências da música folk peruana e sul-africana. A sitar indiana influenciou George Harrison, entre outros.

## Música popular
A música popular data ainda de meados do século XIX, e foi desenvolvida no século XX.

### Jazz
Jazz é a música caracterizada pelas notas do blues, pela síncope, swing, chamada e resposta, polirritmia e improvisação. Possui suas origens na cultura da África Ocidental, nas tradições dos afro-americanos e nas bandas militares europeias. Após sua origem nas comunidades afro-americanas no começo do século, o jazz ganhou popularidade internacional na década de 1920. Desde então, possui grande influência pelo mundo tanto na música popular quanto erudita.

### Rock and roll

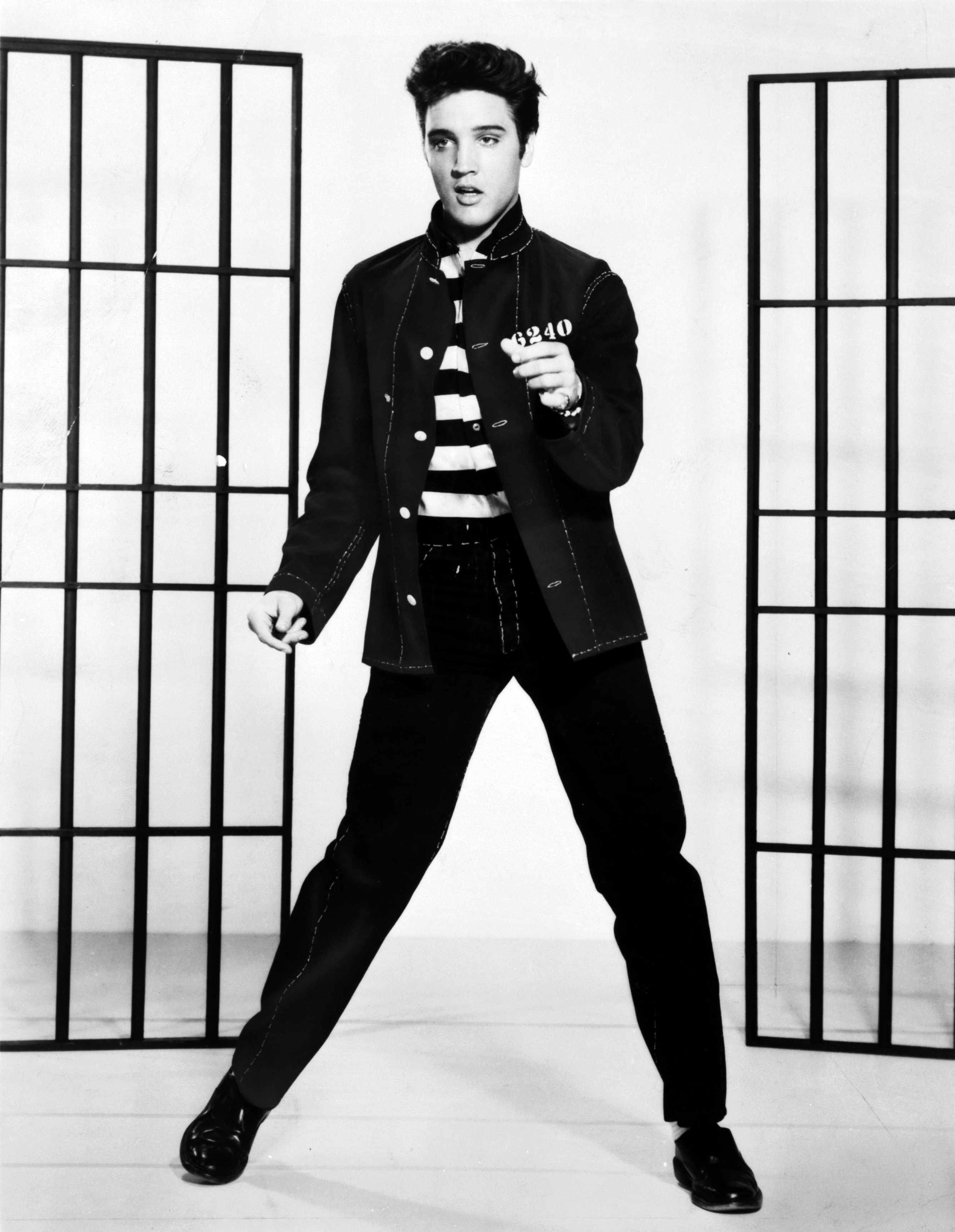
Elvis Presley, um astro do rock

O rock and roll emergiu como um gênero musical definido nos Estados Unidos na década de 1950, ainda que seus elementos podem ser vistos em gravações de rhythm and blues da década de 1920. Alguns autores utilizam 1955 como referência, ano da popularização de "Rock Around the Clock" de Bill Haley no estilo rockabilly. Em sua forma original o rockabilly, combinava elementos do blues, boogie woogie, swing e rhythm and blues, sendo também influenciado pela música folk, gospel e country.
Chuck Berry, Bo Diddley, Fats Domino e Elvis Presley foram artistas notáveis da década de 1950. Considerado o primeiro astro do estilo, Elvis fez proliferar uma séries de outros artistas com a mesma influência, como Jerry Lee Lewis, Buddy Holly e Little Richard. Ray Charles e Solomon Burke souberam misturar o rock and roll com a música gospel e o rhythm and blues no ritmo da Soul Music na década de 1960. Apesar de considerado como uma música profana e descartável pelas gerações anteriores, a popularidade do rock cresceu na década seguinte até chegar ao ponto de tornar-se a forma mais popular de música existente, já no final do século, com um conjunto bastante diversificado de fãs pelo mundo.
O início da década de 1960 foi marcada por um recuo momentâneo do rock, que havia perdido seu fôlego inicial, dando espaço para outras manifestações como a música folk. Os Beatles foram parte da chamada "Invasão Britânica" na década de 1960; sendo bastante influentes ainda no século XXI. O rock, inventado nos Estados Unidos, havia ganhado nova cara na Europa e voltado para sua terra natal. Essa renovação marcou o início de uma época em que os músicos dos grupos musicais são responsáveis também pela composição e pelas letras, não somente pela interpretação. A partir da segunda parte da década de 1960, o nascimento e a expansão do movimento hippie influenciou o rock, trazendo a improvisação ao rock e formando o rock psicodélico, com bandas como Jefferson Airplane. Essa influência atravessou o Oceano Atlântico, e os Beatles produziram Sgt. Pepper's Lonely Hearts Club Band, frequentemente citado como o álbum mais influente da história do rock.
No final da década de 1960 após o auge do movimento hippie e do rock psicodélico, houve tentativas em aproximar o rock ao jazz e ao blues, esse último sobrecarregando o rock e criando o que conhece-se por hard rock. O rock progressivo foi um movimento que incorporou estruturas mais complexas ao rock and roll, além da instrumentação do jazz e da música erudita. Predominantemente europeu, começou no Reino Unido com bandas como King Crimson, Yes e Genesis, atingindo seu auge durante o começo da década de 1970, quando álbuns como Dark Side of the Moon de Pink Floyd e Tubular Bells de Mike Oldfield dominaram as paradas musicais.
Em 1975 o mundo conhece o Queen que chegou no topo das paradas com Bohemian rhapsody e com apresentações teatrais ao vivo se assegurava como uma grande banda e alguns anos depois como uma lenda do Rock.
Posteriormente, houve um reavivamento da década de 1980 com o rock neoprogressivo, e na década de 1990 com o metal progressivo, que tornou-se popular com bandas como Dream Theater.
As características mais marcantes do rock progressivo incluem composições longas, letras complexas, diversificação de instrumentos musicais, marcas de tempo incomuns e longos solos.
O punk rock era originalmente uma forma de hard rock tocada em alta velocidade, com letras simples e com poucos acordes. Originou-se durante meados da década de 1970 com bandas como Television, Ramones e Sex Pistols. Era uma resposta crua aos excessos de virtuosidade e exuberância que o rock havia atingido, e à crise econômica enfrentada pelo Reino Unido. A formação básica de uma banda do gênero inclui um guitarrista, um baixista e um baterista. Se tornou muito influente e caracterizou uma revolução musical, artística e comportamental. Ele diluiu e evoluiu posteriormente para o hardcore punk (ainda mais rápido e com letras gritadas), a New Wave (influenciado pela música pop) e pós-punk (underground, sombrio e experimental). Esses três gêneros também foram base para a formação do punkabilly (uma fusão com o rockabilly), ska punk (fusão com o ska), grunge, pop punk, emo e rock gótico, entre outros.
Bandas como os Red Hot Chili Peppers, Sonic Youth, Pearl Jam e Nirvana se tornaram influentes na história da música popular a partir da década de 1990, por misturar o underground, o rock alternativo, com o mainstream, o grande público, sendo consequentemente responsáveis pelo "boom" do indie pop atual que também se intercalam entre estes dois extremos.
No Brasil dentro do rock tiveram grande importância num primeiro momento nomes como Rita Lee, Os Mutantes, a Tropicália e, com a consolidação do gênero, num segundo momento Barão Vermelho, Legião Urbana e os respectivos vocalistas Cazuza e Renato Russo. Como expoente do gênero frequentemente é citado Raul Seixas, que obteve maior recorrência e apelo popular como artista transgeracional no rock brasileiro.

### Heavy metal

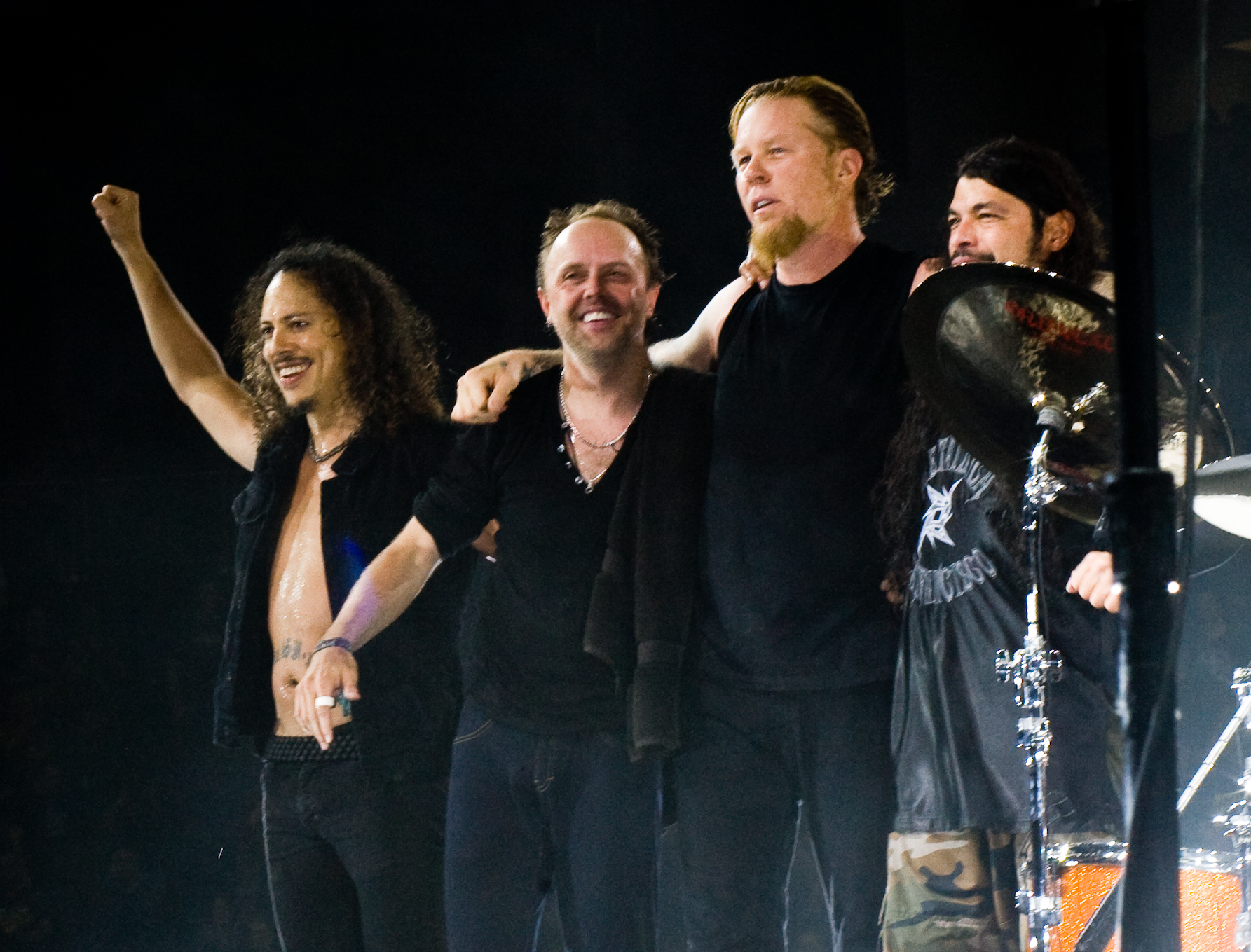
A banda de heavy metal, Metallica em concerto

O heavy metal é uma forma de música caracterizada pela agressividade, pelos sons distorcidos, pelas letras grandiosas e pela instrumentação virtuosa. O elemento central de sua existência é o uso dos riffs como um elemento da melodia.
O gênero desenvolveu-se do blues, blues-rock e rock. Suas origens estão em bandas de hard rock como Deep Purple, Led Zeppelin e Black Sabbath, que entre 1967 e 1974 misturaram o blues e o rock e criaram um som híbrido, centrado nas guitarras e na bateria. Tais bandas foram seguidas de outras como Judas Priest e Iron Maiden, altamente influenciadas pelo gênero. O heavy metal teve o auge de sua popularidade durante a década de 1980 com bandas como Metallica, Megadeth, Slayer e Anthrax. Ainda que não tão bem sucedido comercialmente como anteriormente, o gênero ainda no século XXI é influente mundialmente, junto com suas diversas ramificações. Alguns sub-gêneros trouxeram evolução ou uma convergência do heavy metal com outros gêneros, como o thrash metal, power metal, death metal, metal sinfônico e black metal.

### Disco, funk, hip hop e soul

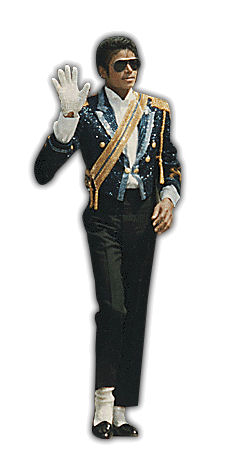
Michael Jackson, o artista de disco, pop e black music mais importante do século XX

A música soul é fundamentalmente o rhythm and blues, que cresceu nas comunidades afro-americanas de gospel e blues durante o final da década de 1950 nos Estados Unidos, atingindo seu auge em meados da década seguinte. Seus principais pólos foram Tennessee e Detroit, apesar de se encontrar cenas também em Nova Orleans, e sua principal referência é atualmente o músico James Brown. Com o tempo, muitas das extensões do R&B na música popular foram também denominadas música soul. Esse gênero tradicionalmente apresenta cantores solo, como Aretha Franklin.
O funk é um estilo distinto de música originado nas comunidades afro-americanas, como exemplificado por James Brown, George Clinton e grupos como The Meters. Ele é reconhecido pelo ritmo em síncope, fortes linhas de baixo, percussão e marcantes influências do jazz.
A música disco é uma música dançante que surgiu no início da década de 1970, principalmente do funk, da salsa e da soul. Seu nome é uma referência à palavra francesa "discothèque", que significa discoteca.
A música hip-hop é tradicionalmente composta do rap e do DJ, e surgiu quando DJs começaram a isolar, repetir e mixar sons de percussão do funk e da disco. O estilo começou no final da década de 1970.

### Música popular latina
A salsa é um ritmo predominantemente caribenho que é popular em diversos países da América Latina.
Este ritmo se mostrou tão importante para o século que sobreviveu até os dias atuais.

### Reggae
O reggae é um ritmo de música popular que foi desenvolvido na Jamaica no final da década de 1960, e cujas origens estão na música africana e caribenha, no rhythm and blues, no ska e no rocksteady. É baseado em um ritmo de batidas regulares tal qual o ska e o rocksteady, porém com uma marcação de tempo mais lenta. Seu artista mais conhecido foi o músico e ativista Bob Marley.
Já em meados da década de 1970, o ritmo já havia sido levado para a Europa, especialmente no Reino Unido, influenciando bandas de rock como The Clash.

### New Age
A música eletrônica e a world music, em conjunto com a música esotérica são elementos dos quais a música New Age se desenvolveu. Os trabalhos desse gênero tendem a serem serenos, com a ajuda da meditação. Artistas populares incluem Suzanne Ciani, Enya,Corciolli, Yanni, Kitaro e George Winston.

### Música pop
Música pop é um termo usado para designar qualquer estilo de música popular, ou seja música que atinge a maior parte da população. Distinguindo-se da clássica e da música folk [1]. O termo "Pop" pode se referir a qualquer gênero popularmente difundido da música americana, rock, hip-hop, dance, R&B e do country. Sendo assim a expressão "música pop" pode ser usada para designar qualquer estilo popular que esteja em evidência e tenha suas origens da música popular norte-americana.

## Música eletrônica
No século XX surgiu o teremim, um instrumento musical inovador. Por séculos, a música era criada através da fricção de cordas (instrumentos de cordas), da vibração do ar (instrumentos de sopro) ou ao bater em algum objeto (instrumentos de percussão e teclas). O teremim, que era operador por um campo magnético interrupto ao redor do instrumento, não precisava nem mesmo ser tocado para produzir som. Apesar de seu inventor Leon Theremin o ter desenvolvido originalmente para a música erudita como um meio de prevenir a lesão por esforço repetitivo, o instrumento foi usado tanto em trilhas sonoras, como em Forbidden Planet, quanto no rock and roll, como na canção "Good Vibrations" do The Beach Boys.
Logo depois, foram inventadas as ondas Martenot por Maurice Martenot, que foram usadas por Olivier Messiaen em diversos trabalhos.
Alguns compositores abandonaram instrumentos musicais tradicionais para usar a fita magnética na criação de música, gravando os sons e os manipulando de alguma forma. Nesse aspecto Pierre Schaeffer foi um pioneiro. Figuras como Karlheinz Stockhausen usaram métodos puramente eletrônicos para desenvolver seu trabalho.
Como citado anteriormente, nos anos seguintes à Segunda Guerra Mundial a música eletrônica foi adotada por compositores progressivos, uma forma de exceder os limites dos instrumentos tradicionais. Apesar de ter começado na música erudita, por volta da década de 1960 Wendy Carlos a popularizou através do uso do sintetizador desenvolvido por Robert Moog, com dois álbuns notáveis, The Well-Tempered Synthesizer e Switched-On Bach.
Na década de 1970, artistas como Tangerine Dream, Suzanne Ciani, Klaus Schulze, Kraftwerk, Vangelis, Brian Eno, Jean Michel Jarre, e compositores japoneses como Isao Tomita e Kitaro popularizaram a música eletrônica, e indústria do cinema começou a utilizá-la na composição de trilhas sonoras. A partir do final da década de 1970, muito da música popular começou a ser desenvolvido com o uso de sintetizadores através de grupos como Heaven 17, The Human League, Art of Noise, New Order e Depeche Mode.
O desenvolvimento da música eletrônica dançante com o som do techno em Detroit e do house em Chicago no início da década de 1990, e posteriormente com o new beat e acid house no final da década, ajudaram a introduzir a música eletrônica ao grande público. Um elemento importante nesse desenvolvimento foram as raves. Tais festas de música eletrônica começaram como uma reação às tendências da música popular, a cultura de casas noturnas e o rádio comercial, com o objetivo primordial da elevação da consciência através de diversas formas de arte. A música era importante nesse aspecto pois proporciona através das batidas repetitivas e progressivas um efeito hipnótico nos participantes, potencializado pela utilização de entorpecentes.